# Gynopygoplax theora
Gynopygoplax theora är en insektsart som först beskrevs av White 1845.  Gynopygoplax theora ingår i släktet Gynopygoplax och familjen spottstritar. Inga underarter finns listade i Catalogue of Life.